# Sun WorkShop TeamWare
Sun WorkShop TeamWare (позже Forte TeamWare, затем Forte Code Management Software) — распределённая система контроля версий, созданная корпорацией Sun Microsystems. Последняя версия была включена в среду разработки Forte Developer 6 update 2, больше TeamWare не продаётся и не является частью Sun Studio.
Основным пользователем TeamWare была сама корпорация Sun, в которой это была (за небольшим исключением) единственная используемая система контроля версий. TeamWare использовалась для контроля больших проектов, таких как Solaris и Java, однако после того как эти продукты стали открытыми в них используются новые системы контроля, в основном Mercurial.